# Mezei bolhafű
A mezei bolhafű (Pulicaria dysenterica) a fészkesvirágzatúak (Asterales) rendjébe és az őszirózsafélék (Asteraceae) családjába tartozó faj.

## Előfordulása
A mezei bolhafű előfordulási területe Európa és Ázsia nyugati része. Észak-Amerikába betelepítették.

## Alfajai
- Pulicaria dysenterica subsp. dysenterica
- Pulicaria dysenterica subsp. uliginosa

## Megjelenése
Évelő növény, amely sűrű csomókban nő, főleg gyökérhajtásokkal terjed. Körülbelül 60 centiméter magasra is megnőhet. A virága mindig a növény tetején nő ki. Virága tipikus őszirózsafélékre jellemző fészekvirágzat, 40-10 darab fészekpikkely és 20-30 darab szirom alkotja; színezete sárga. Levelei váltakozva helyezkednek el, és átölelik a szárat. A szára és levelei olyan sós nedved tartalmaznak, melyek ehetetlené teszik a rovarok számára.

## Életmódja
Sokféle élőhelyen képes megélni, a száraz Földközi-térségi bozótostól egészen a mocsaras területekig.

## Képek

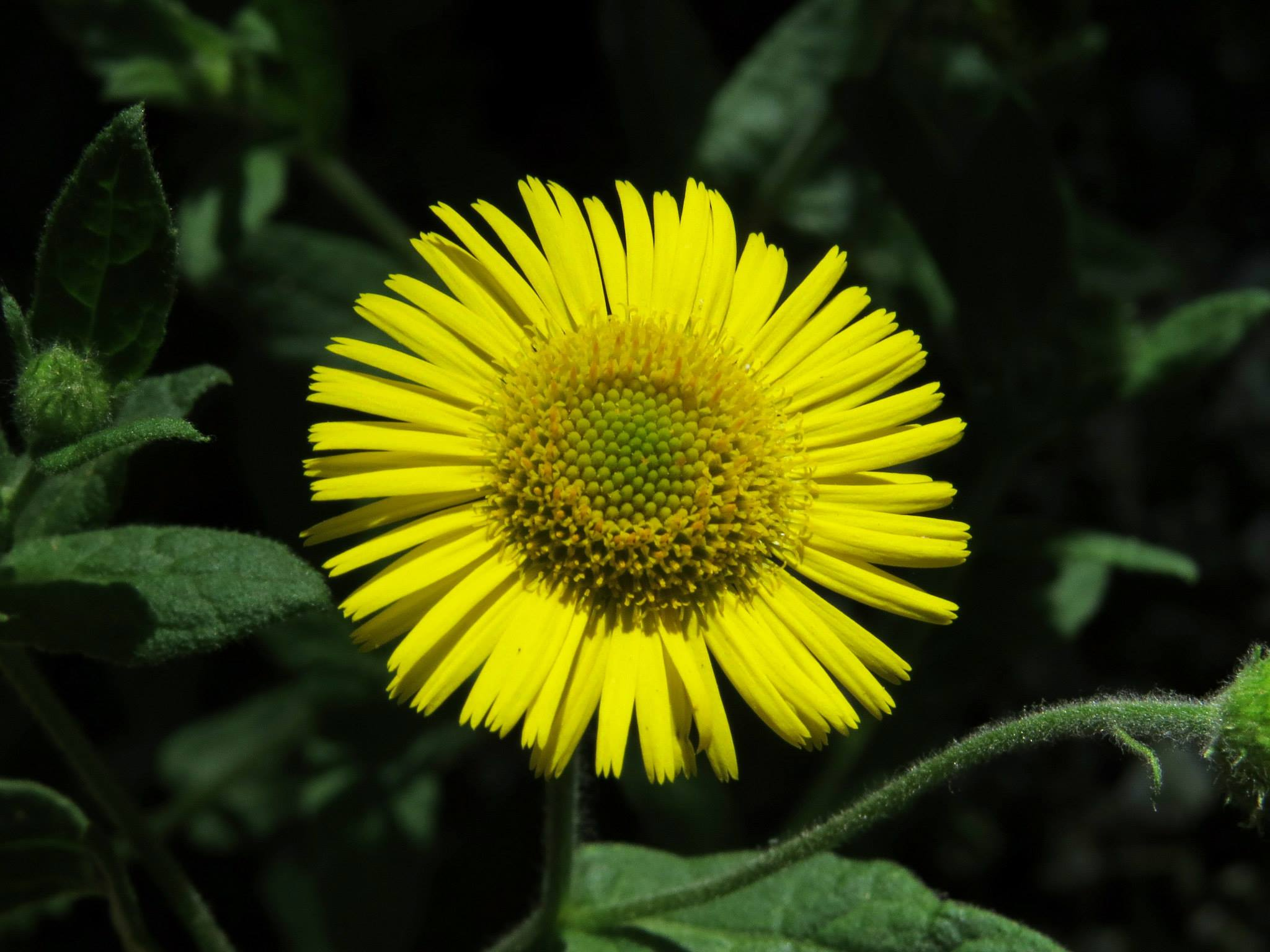
Virágai
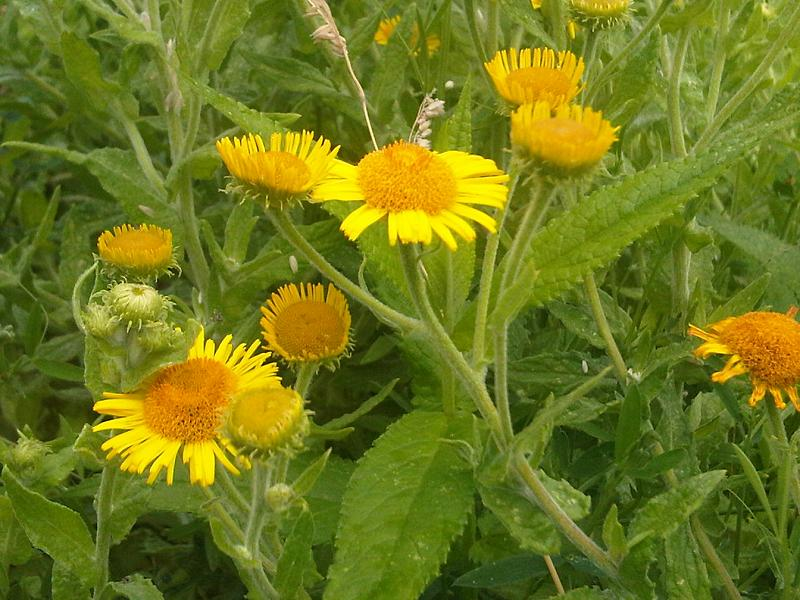
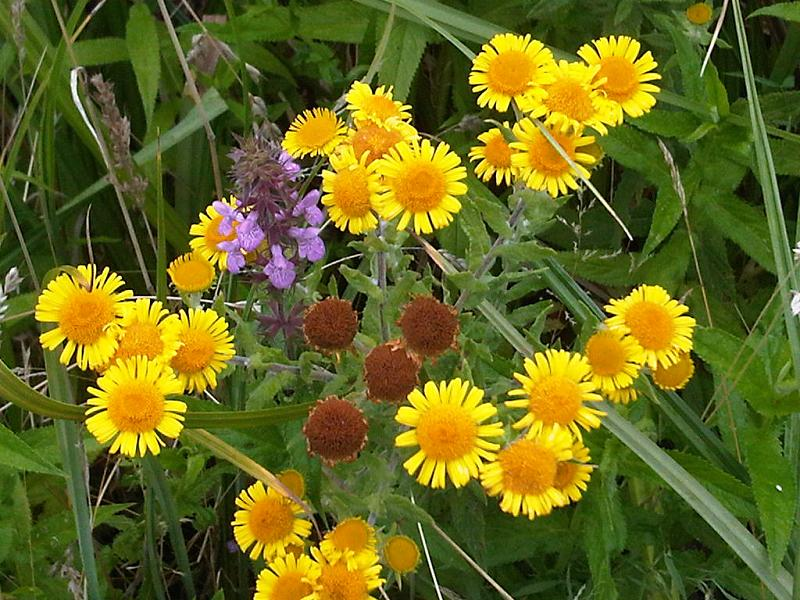
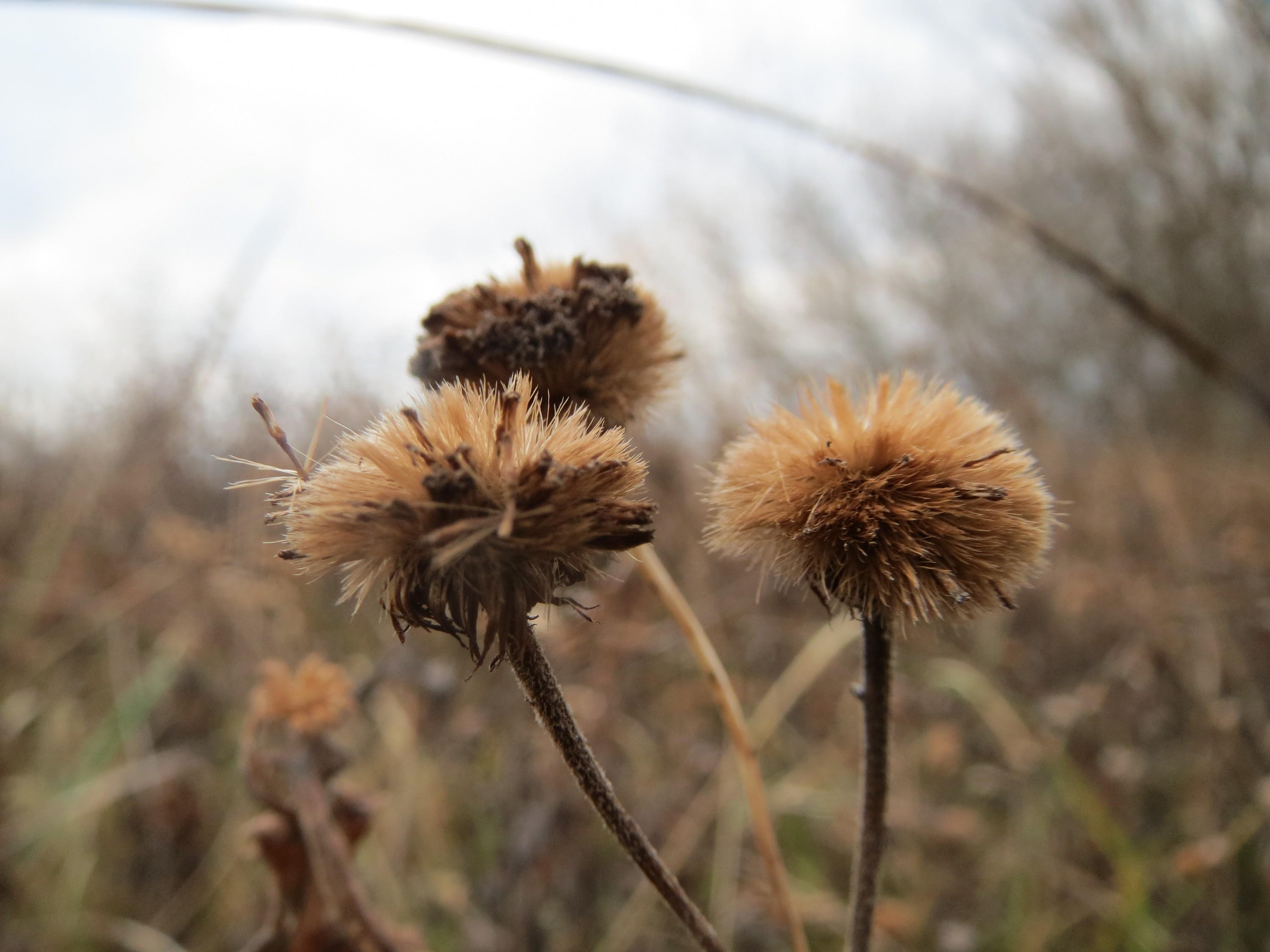
Termő példányok
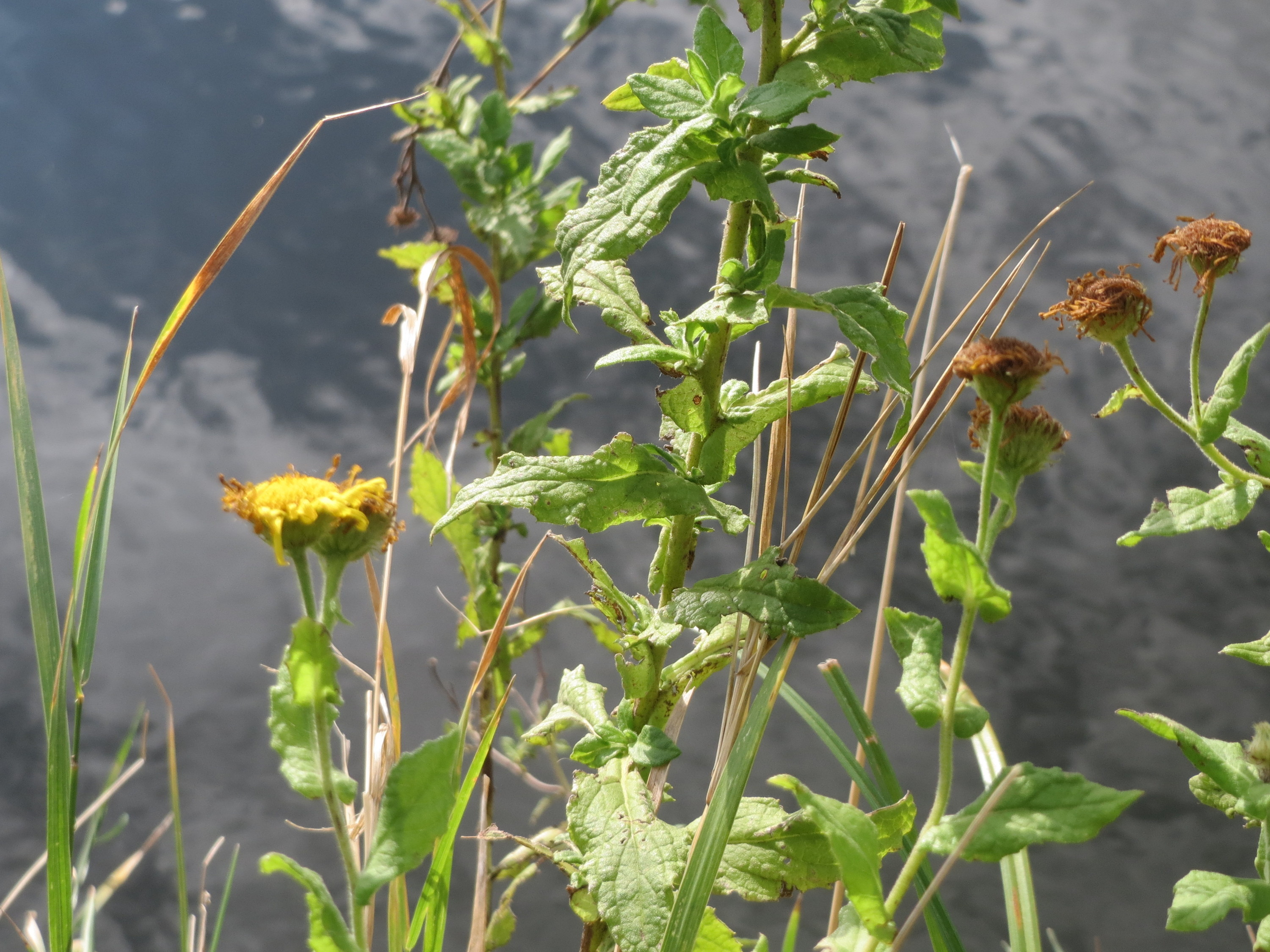
Levelei

### Fordítás
- Ez a szócikk részben vagy egészben  a   Pulicaria dysenterica című angol Wikipédia-szócikk ezen változatának fordításán alapul.  Az eredeti cikk szerkesztőit annak laptörténete sorolja fel. Ez a jelzés csupán a megfogalmazás eredetét és a szerzői jogokat jelzi, nem szolgál a cikkben szereplő információk forrásmegjelöléseként.